# Pierre-René Lemonnier
Pour les articles homonymes, voir Lemonnier.
Pierre-René Lemonnier, né en 1731 à Paris et mort le 9 janvier 1796 à Metz, est un dramaturge et librettiste français.
D’abord secrétaire du comte de Maillebois, il fut écuyer conseiller du roi, ensuite commissaire ordinaire des guerres au département de Paris, et plus tard secrétaire de l’intendance de Paris.

## Œuvres
- Azolan, ou le Serment indiscret, ballet héroïque en trois actes (et en vers libres). Paris, De Lormel, 1774, in-4.L’auteur a refait cette pièce en 1787, sous le titre d’Almasis, mais elle n’a pas été imprimée alors.
- Le Cadi dupé, opéra-comique en un acte (et en prose) mêlé d’ariettes. Par l’auteur du « Maitre en droit », Paris, Duchesne, 1761, in-8°.
- Les Dieux réunis, ou la Fête des Muses, prologue (en un acte et en vers), et le Tuteur amoureux, comédie en deux actes et en vers, mêlée d’ariettes (en français et en espagnol). Madrid, D. Antonio Munoz del Valle, 1764, in-4°.
- Le Maitre en droit, opéra-comique en deux actes (et en prose) mêlé d’ariettes, Paris, Duchesne, 1760, in-8° ; ou Paris, Christophe Ballard, 1762, in-8°.
- Le Mariage clandestin, comédie en trois actes et en vers libres, Amsterdam et Paris, Lejay, 1768, in-8.Beuchot dit par erreur, dans la Biographie universelle, que cette pièce, imitée de l’anglais de Garrick, n’a pas été imprimée.
- La Matrone chinoise, ou l’Épreuve ridicule, comédie-ballet en deux actes et en vers libres, Paris, Claude Hérissant, 1764, in-8°.
- La Meunière de Gentilly, comédie eu un acte (en prose), mêlée d’ariettes. Paris, Vente, 1768, 1770, in-8°.
- Renaud d’Ast, comédie en deux actes et en prose, mêlée d’ariettes. Paris, Brunet, 1787, in-8°.
- L’Union de l’amour et des arts, ballet héroïque en trois entrées, composé des actes de Bathilde et Chloé, de Théodore et de la Cour d’amour (en vers libres), Paris, Delormel, 1773, in-4 j ou Paris, Bailard, 1774, in-8°.
- Vaudeville des Pèlerins de la Courtille, (parodie des Paladins). Paris, N, -B. Duchesne, 1760, in-8.

## Sources
- Joseph-Marie Quérard, La France littéraire : ou Dictionnaire bibliographique des savants, historiens et gens de lettres de la France: ainsi que des littérateurs étrangers qui ont écrit en français, plus particulièrement pendant les XVIIIe et XIXe siècles, t. 5, Firmin Didot, 1833 (lire en ligne), p. 149.